# 防熱盾

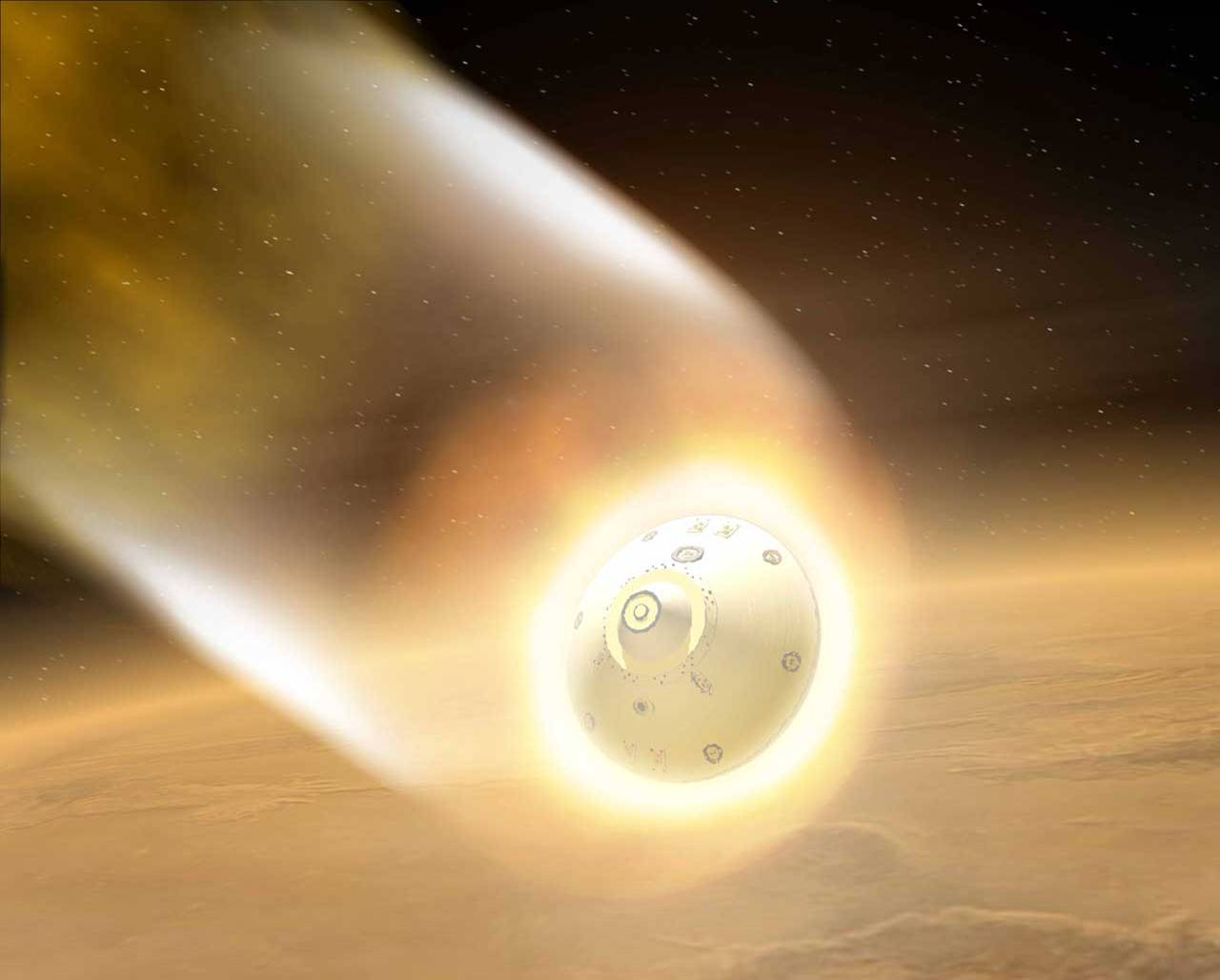
勇气号火星探测器的防熱盾

防熱盾是航天技术中航天器在进入大气层时保护航天器不被热量破坏的保护层。一些高速飞机也需要防熱盾。

## 基础
航天飞船在返回大气时会被周围的空气强烈阻碍，空气里的震波使得飞船强烈加热。
一般载人的航天器在返回地球大气层时需要防热盾的保护。
对防热盾的原料的要求非常高，它们必须抵抗数千度的高温。它必须尽快地把激波导致的热量传递给周围环境，同时其导热率必须非常低，来保护宇航员和设备。
超音速飞机也必须使用特殊的保护层来保护激波对其机身的破坏。

## 可重使用的防熱盾
航天飞机的绝热瓦等可重复使用的防熱盾多为通过熔结合成的多空玻璃纤维材料，在它们的表面覆盖有一层薄薄的严密的、脆的和耐高温的抗热层。
航天飞机机翼前端等尤其关键的绝热瓦是用碳复合材料制成的。

## 不可重复使用的防熱盾
俄罗斯的联盟号宇宙飞船使用不可重复使用的防熱盾。这样的防熱盾常是玻璃纤维复合材料或者保麗龍塑膠做的。它受热后蒸发来降低飞船的温度。
在其它行星的大气中不载人探测器的防熱盾可能必须承受达10,000度以上的高温。这些防熱盾也是不可重复使用的。至今为止承受温度最高的防熱盾是伽利略号探测器在进入木星大气过程中使用的防熱盾。1995年12月7日伽利略号探测器以每小时17万千米的速度进入木星大气层，激波导致了1.6万度的高温，伽利略号的防熱盾必须承受每平方厘米43千瓦的热密度。因此该探测器三分之二的重量是防熱盾的重量，其防熱盾在进入木星大气的过程中大部分被蒸发。
此外在返回大气层时飞船还可以利用防熱盾的热容量。在过一段时间后飞船可以在防熱盾的热量传到需要被保护的结构之前抛弃防熱盾。